# Avianca Ecuador
Avianca Ecuador – ekwadorska linia lotnicza z siedzibą w Quito. Do 2018 firma nazywała się AeroGal.